# Литературна гарнитура
Литературна гарнитура е печатарски шрифт, създаден през 1930-те години на 20 век в СССР от Анатоли Щукин на основата на шрифта „Латински“. Това е най-разпространеният шрифт по времето на социализма в СССР, България и другите социалистически републики. През 1996 г. е създадена и компютърна версия в Полиграфмаш от Любов Кузнецова.
Шрифтът наподобява много Times New Roman. Основната разлика между двата шрифта е в кегела. При еднакви размери на шрифта, Литературна гарнитура изглежда по-голяма. Друга разлика се забелязва и при главните букви 'A', 'M', 'K', 'R', 'Я', 'Ж' и цифрите.